# Disastro di Aberfan
Il disastro di Aberfan fu provocato dalla frana del cumulo di materiale di risulta di una miniera di carbone, avvenuto intorno alle 9:15 del 21 ottobre 1966. Il materiale di risulta era stato accumulato sul pendio di una collina che sovrastava il villaggio gallese di Aberfan, vicino a Merthyr Tydfil, sovrapposto a una sorgente naturale. Ulteriore acqua si accumulò al suo interno in seguito alle forti piogge e contribuì al suo improvviso collasso. La massa di fango scivolò verso la valle sottostante, inghiottendo la scuola elementare locale e altri edifici e uccidendo 116 bambini e 28 adulti. La miniera era di competenza del National Coal Board (NCB). La successiva inchiesta attribuì le responsabilità per il disastro all'azienda e a nove suoi funzionari.
Nei pendii sopra Aberfan vi erano sette cumuli. Il numero 7, quello che scivolò sul villaggio, fu iniziato nel 1958 e, al momento del disastro, era alto 34 metri. In contravvenzione alle procedure ufficiali dell'NCB, il cumulo era situato su un terreno dal quale sgorgavano delle sorgenti d'acqua. Dopo tre settimane di pioggia, il cumulo si saturò e circa 110 000 m³ di materiale scivolarono lungo il lato della collina e nella zona di Pantglas del villaggio. Uno degli edifici più colpiti fu la scuola elementare Pantglas, dove le lezioni erano appena iniziate; 5 insegnanti e 109 bambini rimasero uccisi.
Un'indagine ufficiale fu presieduta dal Lord Justice Edmund Davies. Il rapporto attribuì la responsabilità piena del disastro all'NCB. Il presidente dell'ente, Lord Robens, fu criticato per aver rilasciato dichiarazioni fuorvianti e per non aver fatto chiarezza sulla conoscenza da parte dell'NCB della presenza di sorgenti d'acqua sul fianco della collina. Né l'NCB né alcuno dei suoi dipendenti furono perseguiti penalmente e l'azienda non venne multata.
L'Aberfan Disaster Memorial Fund (ADMF) fu istituito il giorno stesso del disastro. Ricevette quasi 88 000 contributi, per un totale di 1,75 milioni di sterline. I restanti cumuli furono rimossi solo dopo una lunga battaglia da parte dei residenti di Aberfan, contro la resistenza dell'NCB e del governo per motivi di costo. La compensazione fu pagata da una sovvenzione governativa e da un contributo forzato di £ 150 000 prelevato dal Memorial Fund. Nel 1997 il governo britannico rimborsò con £ 150 000 l'ADMF e nel 2007 l'Assemblea nazionale per il Galles donò £ 1,5 milioni al fondo e £ 500 000 all'Aberfan Education Charity come ricompensa per i soldi indebitamente sottratti. Molti dei residenti del villaggio soffrirono di problemi di salute e metà dei sopravvissuti fu colpito da disturbo post-traumatico da stress in qualche momento della loro vita.

## Antefatti

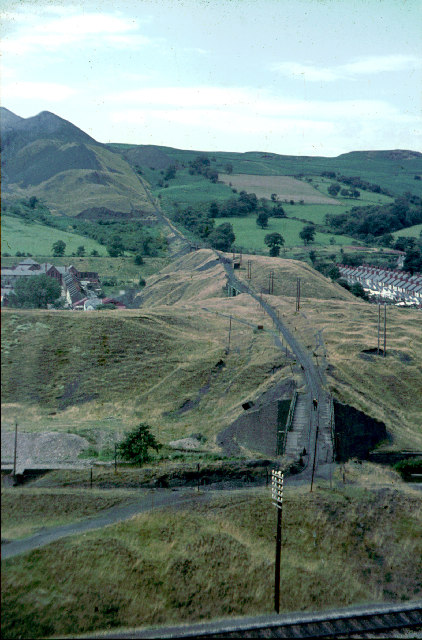
La teleferica della miniera di Aberfan nel 1964 con il cumulo in alto a sinistra. L'edificio in arenaria a sinistra è la scuola media che era adiacente alla scuola elementare.

Aberfan si trova sul fondo del versante occidentale della valle del Taff, sul versante orientale della collina Mynydd Merthyr, a circa 6 km a sud di Merthyr Tydfil. Quando il 23 agosto 1869 John Nixon e i suoi soci aprirono la miniera di carbone di Merthyr Vale, Aberfan consisteva in due cottage e una locanda frequentata da agricoltori e barcaioli locali. Nel 1966 la sua popolazione era cresciuta fino a circa 5000 residenti, la maggior parte dei quali era impiegata nell'industria carboniera. Dal 1947, anno della nazionalizzazione del settore del carbone nel Regno Unito, la miniera di Aberfan era sotto il controllo del National Coal Board (NCB). Le attività minerarie in Gran Bretagna erano regolamentate dall'Ispettorato delle miniere (HM Inspectorate of Mines), i cui ispettori provenivano dalla stessa industria carboniera ed erano quindi ex dipendenti del National Coal Board. Il fiume Taff scorre da nord a sud attraverso il villaggio; sul lato superiore dell'insediamento, nella periferia occidentale, vi era un letto di canale in disuso e un terrapieno ferroviario, che correvano paralleli al fiume.
Il materiale di risulta della miniera di carbone fu inizialmente accumulato sui pendii più bassi della valle. Il primo cumulo ad est del canale fu costituito durante la prima guerra mondiale. Dopo la guerra venne costituito un secondo cumulo sui pendii occidentali, al di sopra del canale e del villaggio. Nel 1966 si era giunti ad aver formato sette cumuli, che si componevano di circa 2 milioni di m³ di materiale. I cumuli n. 4 e n. 5 erano situati in cima al pendio ed avevano forma conica; il cumulo n. 4 era stato deformato da una precedente frana. Gli altri cinque erano stati costituiti più in basso, ma tutti direttamente sopra il villaggio. Il cumulo n. 7 era l'unico a essere in uso nel 1966. Era alto circa 34 metri e conteneva 227000 m³ di materiali di risulta, dei quali 30000 m³ erano costituiti da rifiuti dell'estrazione chimica del carbone, particelle fini di carbone e cenere, che acquisivano proprietà simili alle sabbie mobili quando erano saturi d'acqua.
La presenza di acqua comprometteva la stabilità del cumulo. I cumuli n. 4, n. 5 e n. 7 erano stati costituiti su ruscelli o sorgenti, la cui posizione era ben nota, tanto da essere stata registrata sulle mappe della Ordnance Survey e della Geological Society dal 1874. Il cumulo n. 4, che era stato utilizzato tra il 1933 e il 1945, era uno dei più voluminosi ed era stato costituito su un terreno paludoso, tra due corsi d'acqua. Quando fu pianificata la sua realizzazione, l'ingegnere del distretto di Merthyr Tydfil ritenne che, nonostante la posizione scelta, sarebbe stato improbabile che potesse franare. Tuttavia, nei primi anni quaranta furono registrati alcuni movimenti del materiale e all'inizio del 1944 fu scavato un canale di drenaggio. Nonostante ciò, a novembre di quell'anno parte del cumulo scivolò lungo la montagna per 490 m, arrestandosi circa 150 m sopra il villaggio. Nel maggio del 1963, il cumulo n. 7 subì un lieve scorrimento. A novembre di quell'anno ci fu uno slittamento più consistente. Il National Coal Board dichiarò che non si fosse verificato uno "scivolamento" del cumulo, ma uno scolo di detriti dalla sua cima, che non aveva alterato la sua stabilità. Dopo tale scivolamento, l'NCB interruppe il conferimento nel cumulo n. 7 dei rifiuti di lavorazione, ma continuò a esservi depositato il materiale di risulta.
Aberfan è in una zona di piovosità relativamente alta, con una media di 1500 mm di precipitazioni all'anno. Nel 1960 caddero 1790 mm di precipitazioni; si trattò della stagione più piovosa negli anni subito precedenti al disastro. Tra il 1952 e il 1965, inoltre, si erano verificate gravi alluvioni nell'area di Pantglas in almeno undici occasioni. I residenti si erano lamentati del fatto che l'acqua delle inondazioni fosse nera e avesse lasciato un residuo oleoso dopo essersi ritirata. Erano stati presentati anche dei reclami al Consiglio distrettuale della contea di Merthyr Tydfil, che tra il luglio del 1963 e il marzo del 1964 li trasmise all'NCB etichettandoli con "Pericolo proveniente dal liquame di carbone franato nella parte posteriore delle scuole di Pantglas". All'inizio del 1965 si erano svolte delle riunioni tra membri del consiglio distrettuale e dell'NCB; il consiglio di amministrazione dell'azienda stabilì di intervenire sulle tubature e sui canali di scolo intasati che erano stati la causa dell'inondazione. Nell'ottobre del 1966, tuttavia, non era stata ancora intrapresa alcuna azione.

## La frana

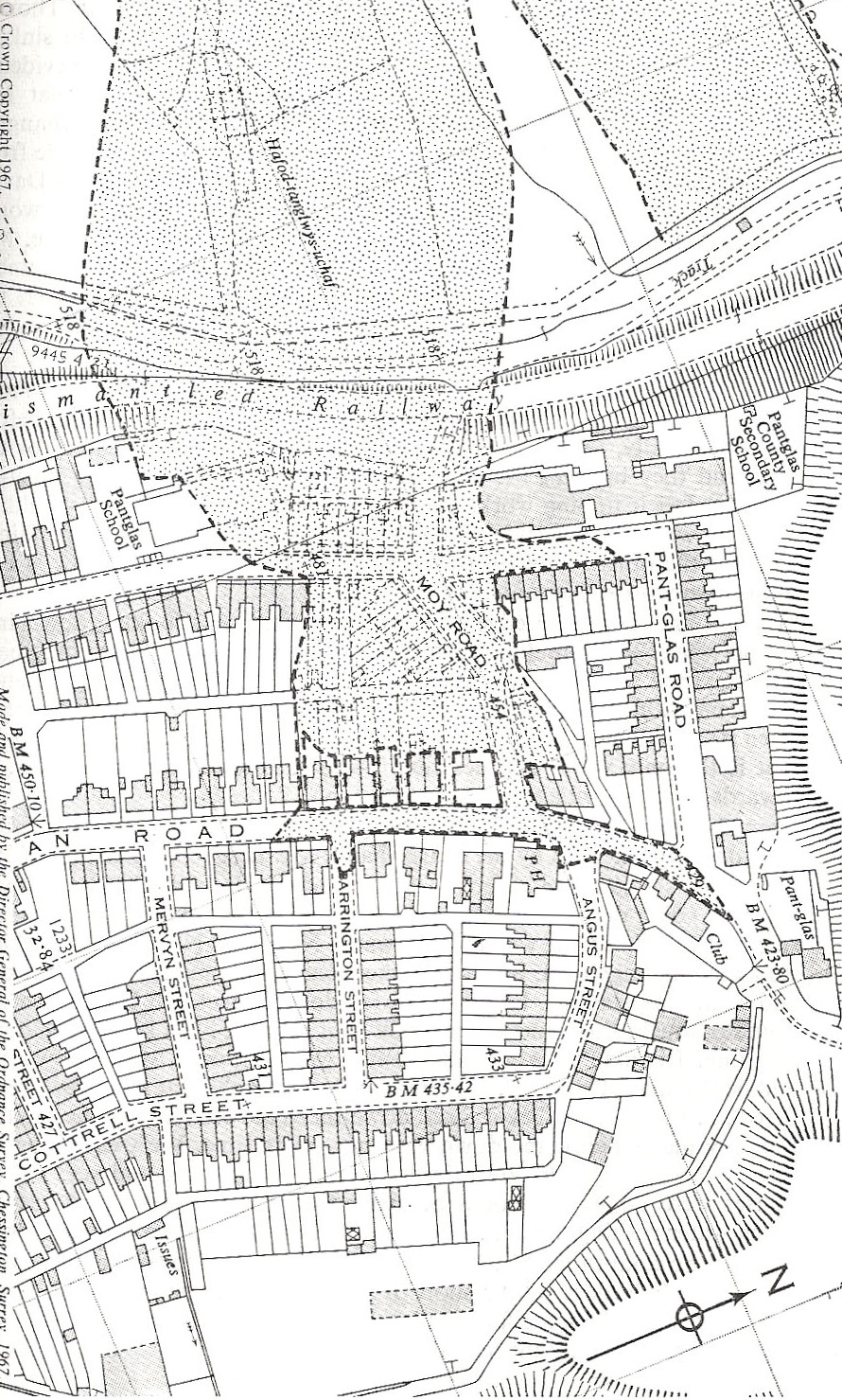
Mappa allegata al rapporto del 1967 che mostra l'entità dell'estensione del materiale franato (area punteggiata, all'interno di linee tratteggiate).

Durante le prime tre settimane di ottobre del 1966 caddero 170 mm di pioggia, quasi la metà dei quali nella terza settimana. Durante la notte tra il 20 e il 21 ottobre, la sommità del cumulo n. 7 subì un abbassamento compreso tra 2,7 e 3,0 m e una porzione delle rotaie,  impiegate per la movimentazione dei carrelli per il trasporto del materiale, caddero nella cavità risultante. Il cedimento fu scoperto alle 7:30 dai primi lavoratori del turno mattutino che presidiavano i cumuli. L'episodio fu subito denunciato alla direzione della miniera; il supervisore stabilì che per quel giorno non sarebbe stato più svolto alcun lavoro e che nella settimana seguente sarebbe stata individuata una nuova posizione per scaricare le scorie.
Alle 9:15 una quantità significativa di detriti saturi d'acqua si staccò dal cumulo n. 7 e franò verso valle con una velocità compresa tra i 18 e i 34 km/h, formando onde alte tra 6 e 9 m. L'ingegnere G. M. J. Williams, che fornì la propria perizia quale consulente durante l'inchiesta successiva, dichiarò: il movimento delle 9:15 «venne originato dal materiale saturo che aveva già raggiunto la condizione di liquefazione. Questo materiale già inizialmente liquefatto cominciò a muoversi rapidamente, rilasciando energia che liquefece il resto della porzione satura del cumulo e quasi istantaneamente la natura delle porzioni inferiori del cumulo n. 7, anch'esse sature, mutò da quella di un solido a quella di un liquido pesante, con una densità di circa il doppio di quella dell'acqua. Questa fu "l'onda scura e luccicante" che diversi testimoni videro irrompere dal fondo del cumulo».
Circa 110000 m³ di materiale scivolarono per 640 m lungo la collina, distruggendo due cottage e uccidendo gli occupanti. Circa 38000 m³ di detriti attraversarono il canale e il terrapieno della ferrovia raggiungendo il villaggio. La frana distrusse due condutture idriche interrate e l'acqua che ne uscì contribuì a saturare altro materiale. Coloro che ne sentirono il suono, dissero che aveva ricordato loro un jet a bassa quota o un tuono.
La frana colpì la scuola elementare Pantglas sulla Moy Road, demolendo e inghiottendo gran parte della struttura e riempiendo le classi di fango, liquami e macerie; 109 bambini, tra i 240 alunni dell'istituto, e 5 insegnanti rimasero uccisi. Gli scolari erano arrivati solo pochi minuti prima in quello che avrebbe dovuto essere l'ultimo giorno di scuola prima delle vacanze di metà anno. Gli insegnanti avevano appena iniziato a registrare la presenza dei bambini quando la frana colpì l'edificio. Anche la scuola media adiacente fu danneggiata e 18 case sulle strade circostanti furono distrutte. Il fango e l'acqua inondarono inoltre altre case vicine, costringendo molti ad evacuare le loro abitazioni. Una volta che il materiale si fermò, solidificò nuovamente. Un enorme cumulo di detriti, con un'altezza che raggiunse i 9 m, bloccò l'area. Il preside della scuola media fornì la seguente testimonianza dei momenti subito successivi al disastro:
Alcuni membri del personale scolastico morirono nel tentativo di proteggere i bambini. Nansi Williams, l'addetta ai pasti scolastici, protesse col suo corpo cinque bambini, che sopravvissero. Lei invece non ce la fece. Fu rinvenuta dai soccorritori che ancora stringeva in mano una banconota da una sterlina che stava raccogliendo come quota per il pranzo. Dai Beynon, il vice preside, cercò di usare una lavagna per proteggere se stesso e cinque bambini dal liquame che scorreva attraverso la scuola. Egli e tutti i 34 alunni presenti nell'aula furono uccisi. Quando la frana si arrestò, cessò anche il fracasso. Un residente dichiarò che "in quel silenzio non si sentiva né un uccello, né un bambino".

## Il salvataggio dei sopravvissuti e il recupero delle salme
Quando la frana si fu arrestata, gli abitanti di Aberfan si precipitarono alla scuola e iniziarono a scavare tra le macerie, rimuovendo il materiale a mani nude o con attrezzi da giardino. Alle 9:25 la polizia di Merthyr Tydfil ricevette la telefonata di un abitante di Aberfan che disse: «Mi è stato chiesto di informarvi che c'è stata una frana a Pantglas. Il cumulo è precipitato sulla scuola». I vigili del fuoco, con sede a Merthyr Tydfil, ricevettero una chiamata all'incirca nello stesso momento. Furono avvisati gli ospedali locali, il servizio di ambulanza e la protezione civile (i Civil Defence Corps). I primi minatori raggiunsero la sede del disastro in 20 minuti, venendo richiamati dalle vene di carbone dove stavano lavorando. Furono loro a dirigere le operazioni di scavo, consapevoli che se non le avessero pianificate adeguatamente, avrebbero potuto provocare il collasso del cumulo franoso o dei resti degli edifici. Si organizzarono in gruppi, diretti dai loro capisquadra.
I primi feriti estratti dalle macerie della scuola furono portati all'ospedale St Tydfil di Merthyr Tydfil, che raggiunsero alle 9:50. Entro le 11:00, furono condotti al St Tydfil 22 bambini, uno dei quali morì all'arrivo, e 5 adulti. Altri 9 feriti furono condotti all'East Glamorgan General Hospital. Tuttavia, non fu trovato più alcun sopravvissuto dopo le 11:00. Delle 144 persone che morirono nel disastro, 116 erano bambini, per lo più di età compresa tra 7 e 10 anni; 109 bambini perirono all'interno della scuola elementare. Cinque degli adulti morti erano insegnanti. Altri 6 adulti e 29 bambini rimasero feriti.
La rassegna stampa della BBC delle 10:30 si aprì con la notizia dell'incidente. Migliaia di volontari raggiunsero Aberfan per prestare soccorso, sebbene i loro sforzi finirono più per ostacolare il lavoro degli esperti minatori e delle squadre di soccorso.
La frana tranciò due condutture principali della rete idrica che continuarono a riversare acqua nel cumulo franoso, che continuò ad avanzare nel villaggio fino alle 11:30, quando la società idrica riuscì ad interrompere l'erogazione dell'acqua. Fu stimato che dalla rete idrica furono versati tra i 9 e i 14 milioni di litri d'acqua nel cumulo franoso. Con il pericolo che nuovi smottamenti potessero verificarsi sulla sommità del cumulo n. 7, alle 12:00 iniziarono lavori di scavo di un canale di drenaggio sotto la direzione degli ingegneri del National Coal Board. Ci vollero due ore per reindirizzare l'acqua in un luogo più sicuro e poi da lì deviarla in un corso d'acqua esistente.
La notizia del disastro giunse all'NCB durante una riunione del consiglio di amministrazione, alla presenza del suo presidente Lord Robens. Il consiglio stabilì che il direttore generale della produzione e l'ingegnere capo per la sicurezza dovessero partire immediatamente per Aberfan per valutare la situazione. Nella sua autobiografia, Lord Robens dichiarò che decise di non andare perché riteneva che "l'apparizione di un soggetto inesperto in una fase troppo precoce avrebbe inevitabilmente distratto le persone esperte ed essenziali dai compiti cui avrebbero dovuto concentrarsi esclusivamente". Invece di recarsi sulla scena del disastro, quella sera Lord Robens partecipò alla cerimonia per la sua investitura a cancelliere dell'Università del Surrey. Quando poi Cledwyn Hughes, il Segretario di Stato per il Galles, cercò di contattarlo, i suoi sottoposti lo coprirono, affermando falsamente che Robens stava dirigendo personalmente i soccorsi.
Hughes giunse ad Aberfan alle 16:00 e si trattenne per un'ora. Telefonò poi ad Harold Wilson, il Primo ministro, e gli diede conferma nel suo proposito di visitare il luogo del disastro. Wilson diede disposizioni a Hughes di «intraprendere qualsiasi azione ritenesse necessaria, senza riguardo per le "normali procedure", le limitazioni di spesa o di legge». Wilson giunse ad Aberfan alle 21.40, ascoltò i rapporti della polizia e delle forze di difesa civile e visitò gli operatori di soccorso. Prima di andarsene, a mezzanotte, lui e Hughes concordarono sul fatto che dovesse essere fatta un'indagine indipendente di alto livello. Quella sera il sindaco di Merthyr Tydfil lanciò un appello per raccogliere donazioni finanziarie - presto formalmente chiamato Aberfan Disaster Fund - per alleviare le difficoltà finanziarie e per aiutare nella successiva ricostruzione.
Un obitorio di fortuna fu allestito lo stesso 21 ottobre nella cappella di Betania, a 229 metri dal luogo del disastro, e rimase operativo fino al 4 novembre; gli agenti della forza di polizia di Glamorgan assistettero all'identificazione e alla registrazione delle vittime. Due medici esaminarono i cadaveri e rilasciarono i certificati di morte; le cause di morte risultarono asfissia, fratture craniche o lesioni multiple da schiacciamento. Le condizioni anguste della cappella imposero che potesse essere ammessa solo una coppia di genitori alla volta per identificare i corpi dei loro figli. L'edificio funse anche da ufficio per le persone scomparse e la sua sagrestia fu utilizzata anche dai volontari della Croce Rossa e dai barellieri della St John Ambulance. Quattrocento imbalsamatori si offrirono volontari per assistere nella pulizia e nella vestizione delle salme; un contingente che arrivò dall'Irlanda del Nord aveva rimosso le poltrone dall'aereo per avere spazio sufficiente per trasportare le bare per i bambini deceduti nel disastro. La cappella calvinista di Aberfan nelle vicinanze, di dimensioni ancora minori, fu utilizzata come seconda camera mortuaria dal 22 al 29 ottobre.
Entro la mattina di sabato 22 ottobre, erano stati recuperati 111 cadaveri, 51 dei quali erano anche stati identificati. All'alba Lord Snowdon, cognato della regina, visitò e parlò con i soccorritori e i genitori; alle 11:00 il principe Filippo, visitò la scena del disastro e parlò con i soccorritori. Nel primo pomeriggio cominciò a cadere una leggera pioggia, che divenne sempre più intensa. Si verificò allora un ulteriore movimento nel cumulo, che minacciò il lavoro delle squadre di recupero, generando la possibilità che l'area dovesse essere evacuata.

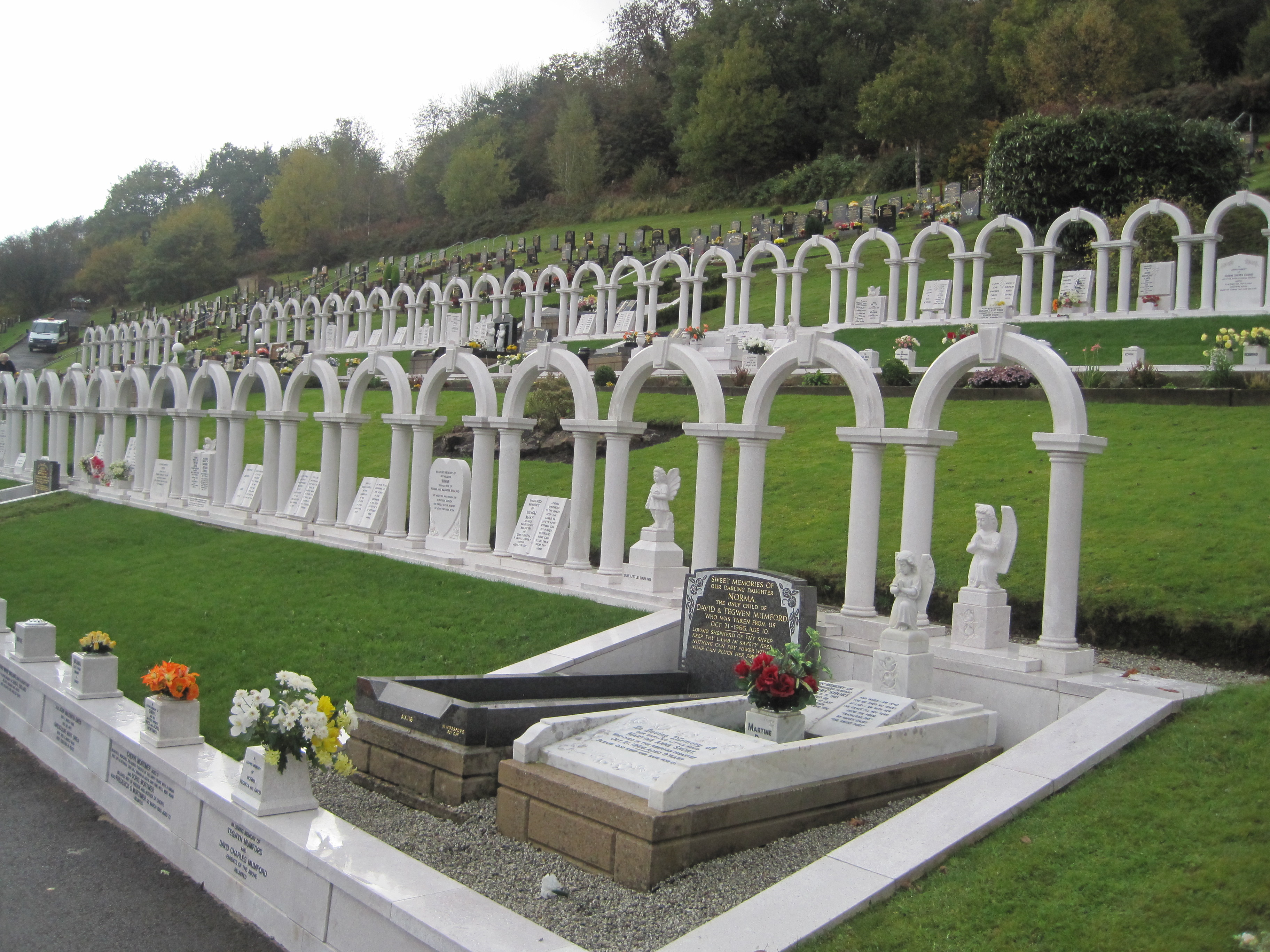
Gli archi bianchi nel cimitero di Bryntaf, Aberfan, segnano le tombe dei bambini rimasti uccisi nel disastro.

Lord Robens giunse ad Aberfan nella sera del sabato. Dopo aver visitato la miniera e il sito del disastro, tenne una conferenza stampa in cui dichiarò che l'NCB avrebbe collaborato con qualsiasi indagine pubblica. In un'intervista a The Observer, Robens dichiarò che l'organizzazione "non avrebbe cercato di nascondersi dietro alcuna scappatoia legale o di applicare alcun cavillo legale sulle responsabilità". Robens tornò al villaggio la mattina seguente per vedere la situazione alla luce del giorno. Fu intervistato da alcuni giornalisti televisivi mentre esaminava la frana. Alla domanda sulla responsabilità dell'NCB per lo smottamento rispose:
Dal 23 ottobre cominciò a essere fornita assistenza dalla Territorial Army. A questo seguì l'arrivo dell'incrociatore HMS Tiger e dei membri del King's Own Royal Border Regiment. Quel giorno il premier Harold Wilson annunciò la nomina del giudice della Corte d'Apello Edmund Davies a presidente dell'inchiesta sul disastro; Davies era nato e aveva studiato nel vicino villaggio di Mountain Ash. Il 24 ottobre il coroner aprì un'indagine per individuare le cause della morte di 30 dei bambini individuati. Un uomo che aveva perso la moglie e due figli, quando sentì chiamare i loro nomi, gridò: «No, signore - sepolti vivi dal National Coal Board»; una donna rispose che l'NCB aveva ucciso i loro bambini. I funerali di cinque bambini si svolsero il giorno seguente. Il 27 ottobre si tenne un funerale di massa per altri 81 bambini e una donna al cimitero di Bryntaf ad Aberfan. Alla sepoltura, in un paio di fosse lunghe 24 m, assistettero 10000 persone.
A causa della grande quantità di materiale del cumulo franoso e della sua consistenza, occorse una settimana per recuperare tutti i corpi; l'ultima vittima fu rinvenuta il 28 ottobre. La regina Elisabetta e il duca di Edimburgo visitarono Aberfan il 29 ottobre per rendere omaggio ai defunti. La loro visita coincise con la fine della principale fase di salvataggio; nel villaggio rimase solo un'impresa appaltante per condurre le ultime fasi della bonifica.

## L'inchiesta sul disastro
Il 26 ottobre 1966, dopo l'approvazione delle risoluzioni in entrambe le Camere del Parlamento, Cledwyn Hughes in qualità di Segretario di Stato per il Galles istituì formalmente un tribunale d'inchiesta sul disastro. Prima dell'inizio delle indagini, il procuratore generale Elwyn Jones avvertì i mezzi di comunicazione che commentare le questioni che sarebbero state esaminate dal tribunale avrebbe potuto costituire reato di oltraggio alla corte. Il giudice della corte d'appello (Lord Justice) Edmund Davies fu affiancato da Harold Harding, ingegnere civile, e Vernon Lawrence, ex impiegato del Consiglio della contea del Monmouthshire. La prima riunione pubblica ebbe luogo il 2 novembre 1966 e il tribunale tenne udienza per 76 giorni, distribuiti nei successivi cinque mesi. Durante tale periodo testimoniarono 136 persone. Il rapporto del tribunale osservò che «gran parte del tempo del tribunale avrebbe potuto essere risparmiato se [...] il National Coal Board non avesse resistito ostinatamente a ogni tentativo di riconoscere la colpa dove così chiaramente doveva trovarsi - alla sua porta».
Stephen Owen Davies, parlamentare laburista del collegio di Aberfan, nel fornire la propria testimonianza affermò che aveva da tempo espresso la preoccupazione che il cumulo «potesse non solo franare, ma che franando potesse raggiungere l'abitato». Aggiunse che non aveva lanciato l'allarme perché aveva "più di un accorto sospetto che quella miniera sarebbe stata chiusa". Brian Gibbens, QC, consigliere della Unione Nazionale dei Minatori (NUM), contestò la testimonianza di Davies e affermò che se "fosse stata accettata come veritiera e accurata [...] allora Davies porterebbe quello che deve essere uno dei maggiori pesi di responsabilità per il disastro". Gibbens chiese che la testimonianza di Davies fosse respinta, sulla base del fatto che «non avesse valutato quale fosse in realtà l'importanza delle sue parole». Il tribunale concordò e dichiarò che "dubitiamo che abbia compreso appieno la grave implicazione di ciò che stava affermando».
Inizialmente a Lord Robens non fu richiesto di testimoniare. Le dichiarazioni da lui rese alla stampa il giorno dopo il disastro, nelle quali aveva affermato che non fosse noto che fossero presenti delle sorgenti in corrispondenza del sito prescelto per il cumulo n.7, non furono ritenute attendibili e, anzi, che avesse riferito delle dicerie; conseguentemente, non fu chiamato a testimoniare perché il tribunale ritenne che non potesse essere di aiuto ad accertare le responsabilità. Tuttavia, il consulente delle famiglie delle vittime, Desmond Ackner, QC, richiamò l'attenzione su quella dichiarazione, attaccando direttamente Robens. Aggiunse, inoltre, che nonostante la dichiarazione non corrispondesse al vero, nessun impiegato del National Coal Board avesse sentito la necessità di correggerla spontaneamente nel corso dell'inchiesta. I membri del tribunale decisero dunque di ascoltare Lord Robens, anche allo scopo di garantirgli la possibilità di difendere la propria posizione. Durante l'esame incrociato di Ackner, tuttavia, Robens fornì risposte incoerenti. Il tribunale d'inchiesta fu allora invitato dal consulente dell'NCB a ignorare la testimonianza da lui resa, cosa che accadde. Tuttavia, a riguardo del comportamento tenuto dal direttore dell'NBC, il tribunale concluse che aveva dimostrato poca saggezza nel non ammettere fin dal principio la sua scarsa conoscenza tecnica; fornendo informazioni errate finì per attirare su di sé il risentimento degli abitanti di Aberfan.
Il tribunale concluse le sue audizioni il 28 aprile 1967 e pubblicò la sua relazione il 3 agosto. Tra le sue conclusioni ci fu che la responsabilità del disastro spettasse al National Coal Board. Condividevano la colpa, anche se in varia misura, la sede centrale dell'ente, il suo ufficio per il Sud-Ovest e alcuni individui. Aggiunsero che "la responsabilità legale del National Coal Board di pagare un risarcimento per lesioni personali (mortali o di altro tipo) e danni materiali è incontestabile e non contestata". Nell'introduzione del rapporto, i consulenti che avevano portato avanti l'inchiesta affermavano:
(Inchiesta sul disastro di Aberfan, Introduzione, paragrafo 18)
Nove dipendenti dell'NCB furono condannati dal tribunale d'inchiesta, con gradi di responsabilità differenti, da molto lieve a grave. In un'analisi successiva del 2000, Iain McLean e Martin Johnes ritengono di aver individuato delle responsabilità nel disastro di alcuni impiegati di alto livello dell'NBC che non furono riconosciute durante l'inchiesta, così come uno di coloro indicati quali responsabili, invece, non avrebbe dovuto essere incolpato. Il tribunale non attribuì alcuna responsabilità al distretto di contea di Merthyr Tydfil o all'Unione Nazionale dei Minatori.
Il tribunale formulò diverse raccomandazioni, tra cui la necessità di estendere il Mines and Quarries Act del 1954 affinché regolasse anche la gestione dei cumuli di scorie e l'istituzione di un comitato nazionale per la sicurezza dei cumuli per consigliare il governo. Il rapporto inoltre sottolineò la necessità di intervenire sui cumuli presenti ad Aberfan per porre in sicurezza la cittadina ed i suoi abitanti.
Il sociologo Barry Turner, in uno studio del 1976, identificò diversi errori che portarono al disastro di Aberfan. Tra questi vi fu la scarsa importanza assegnata alla sicurezza dei cumuli in superficie (al contrario dei pericoli all'interno delle miniere), la sottovalutazione del rischio e la minimizzazione della portata del disastro imminente nel processo decisionale, un atteggiamento sprezzante nei confronti dei reclami dei residenti di Aberfan, le cui preoccupazioni furono tenute in poco conto e una risposta incompleta e inadeguata alle condizioni che avevano causato tali reclami.
Nonostante l'HM Inspectorate of Mines non subì contestazioni da parte del tribunale, McLean e Johnes ritengono che abbia fallito nel proprio dovere; secondo loro si era creata una situazione di regulatory capture (cattura normativa), in cui invece di proteggere l'interesse pubblico - in questo caso i cittadini di Aberfan - il controllore era in linea con gli interessi dell'NBC, l'organizzazione che avrebbero dovuto supervisionare.

## Conseguenze

### Residenti di Aberfan

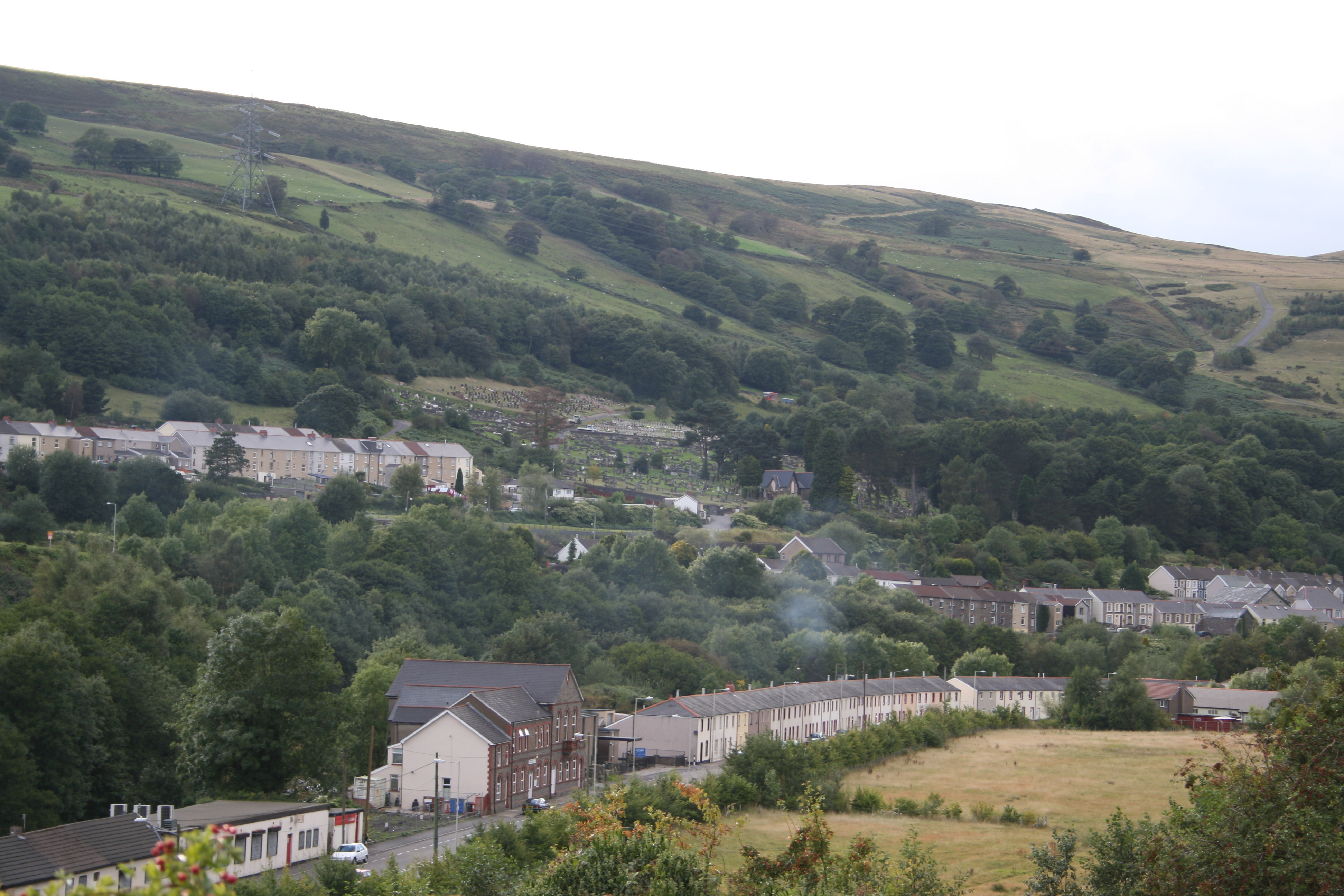
Aberfan nel 2007; il cimitero è visibile al centro dell'immagine.

Nel corso delle operazioni di salvataggio, trasformatesi in meno di due ore nel recupero delle vittime, i giornalisti sopraggiunti sul luogo del disastro per documentarlo tennero un comportamento che mancò della dovuta sensibilità, che contribuì a scioccare gli abitanti di Aberfan e ad esacerbarne il dolore. Nel richiamare i ricordi di quei momenti, uno dei soccorritori riferì di aver sentito un fotografo chiedere a una bambina di piangere per i suoi amici morti affinché potesse scattare una bella fotografia. La commozione della nazione, ad ogni modo, riuscì a raggiungere gli abitanti di Aberfan e ad aiutarli ad affrontare il disastro, sia attraverso delle donazioni al fondo in memoria delle vittime, sia con le oltre 50000 lettere di condoglianze che accompagnarono molte di esse. Una madre in lutto dichiarò: «Le persone di tutto il mondo hanno provato qualcosa per noi. Lo sapevamo grazie alle loro lettere e ai contributi che ci hanno inviato. [...] Ci hanno aiutato a costruire un'Aberfan migliore».
Uno studio pubblicato nel British Journal of Psychiatry (BJP) nel 2003 segnalò che metà dei sopravvissuti al disastro manifestarono un disturbo post-traumatico da stress (PTSD). Risultò inoltre che la probabilità che il disturbo perdurasse per tutta la vita fosse tra loro tre volte maggiore rispetto a quella riscontrata nel gruppo di individui presi a riferimento, che avevano subito altri traumi potenzialmente mortali. In aggiunta, più di trentacinque anni dopo il disastro, il 34% degli intervistati dichiarò di avere ancora incubi o di incontrare difficoltà nell'addormentarsi a causa di pensieri intrusivi ad esso legati. Nel 2005 l'Imperial Tobacco pagò un risarcimento in via stragiudiziale per porre fine a un processo per licenziamento ingiusto intentato contro la società da una sopravvissuta di Aberfan, impiegata nella fabbrica di carta per sigarette Rizla vicino a Pontypridd. La donna era stata licenziata dopo essersi rifiutata di continuare a lavorare in turni notturni, affermando che questo le provocava dei flashback al 1966, quando era stata sepolta viva nella frana mentre andava a scuola. Sopravvisse, ma un amico che stava camminando con lei fu ucciso.
Lo studio del BJP scoprì che non vi era un aumento significativo del rischio di depressione o abuso di sostanze stupefacenti nei sopravvissuti. Alcuni genitori di bambini deceduti riportarono estremi sentimenti di colpa, come uno degli alunni sopravvissuti, che riferì:
Gli abitanti di Aberfan ebbero problemi di salute dopo il disastro. Molti sopravvissuti riferirono di soffrire di "difficoltà a dormire, nervosismo, mancanza di amici, riluttanza ad andare a scuola ed enuresi". Nell'anno successivo al disastro, i parenti stretti delle vittime ebbero un tasso di mortalità sette volte superiore alla norma. Un medico locale in seguito scrisse: "Secondo ogni statistica, i pazienti visti, le prescrizioni scritte, i decessi, posso dimostrare che questo è un villaggio con un tasso di malattie eccessivo". Nonostante questi problemi, durante i cinque anni successivi al disastro il tasso di natalità aumentò considerevolmente, in netto contrasto con quello di Merthyr Tydfil.

### Il National Coal Board e i suoi dipendenti
Il National Coal Board come organizzazione non fu perseguita  e nessuno funzionario dell'NCB fu retrocesso, licenziato o perseguito penalmente a seguito del disastro di Aberfan o per le testimonianze fornite all'inchiesta. Durante un dibattito parlamentare sul disastro, Margaret Thatcher - all'epoca portavoce dell'opposizione - sollevò la situazione di un testimone particolarmente insoddisfacente che era stato promosso a consigliere nel momento in cui il Parlamento aveva discusso del rapporto Davies.
Nel 2000 Iain McLean, professore di politica, e Martin Johnes, ricercatore di storia gallese, intrapresero uno studio sul disastro di Aberfan e sulle sue ripercussioni; il loro lavoro comprendeva l'analisi di documenti governativi pubblicati nel 1997 ai sensi della regola dei trent'anni. La loro opinione fu che "il National Coal Board si spinse fuori dai guai, controllando l'agenda pubblica dal giorno del disastro fino a quando i cumuli furono finalmente rimossi". Robens aveva ricevuto una copia del rapporto di inchiesta dieci giorni prima della sua pubblicazione ufficiale e aveva iniziato una campagna per rafforzare la sua posizione. Fece delle visite nei giacimenti di carbone britannici, tenendo discorsi che promuovevano l'uso del carbone e criticavano la crescente popolarità dell'energia nucleare. Tutti i messaggi di supporto a lui furono catalogati dall'NCB e alcune copie furono divulgate alla stampa; le manovre portarono a critiche in un editoriale del The Guardian, in cui si afferma che "il comportamento del National Coal Board fu [...] piuttosto sconveniente nelle circostanze".
Nell'agosto del 1967, a seguito della pubblicazione del rapporto sull'indagine, Robens discusse la sua posizione con il ministro dell'energia, Richard Marsh. Dopo aver ricevuto l'assicurazione che il suo ruolo presso l'NCB era sicuro, offrì di dimettersi; in linea con l'accordo tra i due uomini, l'offerta fu respinta. In Parlamento, il deputato gallese Leo Abse affermò che "[...] quando vidi quella che ho considerato la pavana senza grazia danzata da Lord Robens e dal ministro, dal momento che il presidente del National Coal Board offrì con timidezza le sue dimissioni e, altrettanto timidamente, il ministro respinse l'offerta, io pensai che fosse uno spettacolo vergognoso".
Inizialmente l'NCB offrì alle famiglie in lutto £ 50 di risarcimento ma questo fu aumentato a £ 500 per ogni famiglia in lutto; l'azienda definì l'importo "una buona offerta". Molte famiglie ritennero che l'importo non fosse sufficiente e chiesero all'NCB un aumento. Il personale assicurativo dell'ente informò Robens che "è solo il nocciolo duro [dei genitori in lutto] che sta cercando di capitalizzare".

### Fondo per il disastro
Il fondo istituito dal sindaco di Merthyr Tydfil crebbe rapidamente e in pochi mesi ricevette quasi 88 000 contributi, per un totale di £ 1 606 929; il totale finale raccolto fu di 1,75 milioni di sterline. Il sindaco non definì obiettivi specifici per il fondo fino a quando non fu posto su una solida base legale sotto gli auspici di un comitato permanente con chiara rappresentanza locale. Redasse un atto che delineava gli scopi del fondo come:
2. I soggetti di cui sopra per qualsiasi scopo benefico a beneficio delle persone che erano residenti ad Aberfan e nelle sue immediate vicinanze (di seguito chiamato "l'area di beneficio") il 21 ottobre 1966 o ora sono o diventeranno successivamente abitanti dell'area di beneficio e in particolare (ma fatta salva la generalità dell'ultimo trust di cui sopra) per qualsiasi scopo di beneficenza a beneficio dei bambini che il 21º giorno di ottobre 1966 o che ora sono o in seguito diventeranno residenti nell'area di beneficio.»

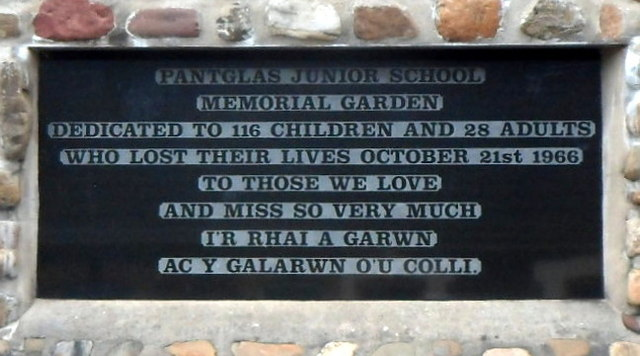
La targa di dedicazione dell'Aberfan Memorial Garden.

Nel 1967 la commissione di beneficenza informò che qualsiasi somma pagata ai genitori di famiglie in lutto sarebbe contraria ai termini dell'atto di trust. Dopo alcune discussioni gli avvocati del trust concordarono che ci fosse uno "stato emotivo senza precedenti" attorno ad Aberfan e suggerirono di versare somme non superiori a £ 500. I membri del trust dissero alla commissione che dovevano essere pagate a ciascuna famiglia £ 5 000; la commissione convenne che l'importo era ammissibile ma dichiararono che ogni caso dovrebbe essere esaminato prima del pagamento "per accertare se i genitori fossero stati vicini ai loro figli e quindi avrebbero potuto soffrire mentalmente", secondo quanto affermato da un membro della commissione di beneficenza. Nel novembre del 1967 la commissione minacciò di rimuovere gli amministratori fiduciari del fondo per le catastrofi o di fare un ordine finanziario contro di loro se avessero concesso sovvenzioni a genitori di bambini che erano fisicamente feriti ma che soffrivano mentalmente - alcuni bambini sopravvissuti si lamentavano di avere paura del buio e dei rumori, mentre alcuni si rifiutavano di dormire da soli; la commissione li informò che qualsiasi pagamento sarebbe "abbastanza illegale". La decisione interessò 340 bambini fisicamente non feriti.
Altre sovvenzioni concesse dal trust furono meno controverse: per coloro che persero la casa o la cui proprietà subì danni significativi, il trust donò £ 100 per aiutare l'evacuazione e fondi aggiuntivi per aiutare a sostituire i beni danneggiati. £ 100 000 furono accantonate per le esigenze future degli otto bambini feriti fisicamente nel disastro e £ 5 000 vennero loro concesse dopo il raggiungimento della maggiore età. L'ente benefico finanziò la costruzione di un centro comunitario nel villaggio e di un giardino commemorativo, che fu aperto dalla regina nel marzo del 1973. Il giardino si trova sul sito della scuola elementare Pantglas e presenta dei muri in pietra per mostrare dove si trovavano le aule.
McLean e Johnes ritengono che "la commissione non protesse né i donatori né i beneficiari. Fu divisa tra il rispetto di una legge obsoleta e inflessibile [...] e il soddisfacimento delle diverse aspettative dei donatori, dei beneficiari e del comitato di gestione del fondo". In uno studio sul fondo, l'ufficio del governo del Regno Unito giudicò che "per quanto riguarda il fondo e ciò che ottenne, è importante notare che aiutò ad alleviare la sofferenza e fu al centro del dolore di molti". Nel 1988 l'Aberfan Disaster Fund fu diviso in due entità: l'Aberfan Memorial Charity e l'Aberfan Disaster Fund and Centre, il secondo dei quali è amministrato dal consiglio del distretto di contea di Merthyr Tydfil. L'Aberfan Memorial Charity sovrintende alla manutenzione del giardino commemorativo e del cimitero di Bryntaf ad Aberfan e fornisce assistenza finanziaria a "tutti coloro che hanno sofferto a causa del disastro di Aberfan erogando denaro o fornendo o pagando articoli, servizi o strutture per ridurre la necessità, le difficoltà o l'angoscia di tali persone".

### Destino degli altri cumuli e fondo

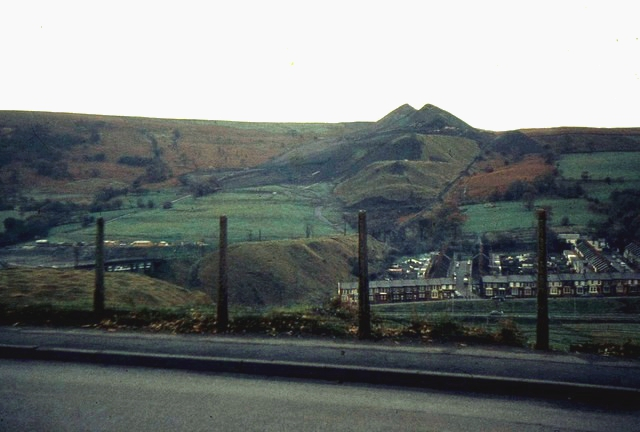
I cumuli di Aberfan nel 1968. George Thomas, il Segretario di Stato per il Galles, li descrisse come "un pericolo psicologico, emotivo"; il cumulo n. 5 è più lontano dalla fotocamera.

Il rapporto del tribunale citò un esperto che affermava che il cumulo n. 5 "era in piedi e ha un bassissimo fattore di sicurezza"; la citazione fu letta da Margaret Thatcher nel dibattito parlamentare dell'ottobre del 1967 sul rapporto di inchiesta. Stephen Owen Davies parlò nel dibattito sullo stesso punto:
Gli abitanti di Aberfan presentarono una petizione a George Thomas, che era succeduto a Cledwyn Hughes come Segretario di Stato per il Galles nell'aprile del 1968, per la rimozione dei cumuli; entrarono nel Welsh Office e lasciarono su un tavolo un piccolo mucchio di impasto di carbone per farsi notare; in seguito Thomas dichiarò che i cumuli "costituivano un pericolo psicologico ed emotivo" per il popolo di Aberfan. L'NCB aveva ricevuto una serie di preventivi per la rimozione del materiale, andavano dai £ 1,014 milioni ai £ 3,4 milioni. Robens informò l'HM Treasury che il costo sarebbe stato di £ 3 milioni e che l'NCB non avrebbe pagato per la rimozione; tra novembre e agosto del 1967 fece pressioni per evitare che l'ente pagasse. Anche il segretario capo del tesoro rifiutò di pagare e affermò che i costi erano troppo elevati. Sebbene inizialmente il governo avesse preferito il paesaggio - un'opzione più economica della rimozione - alla fine furono persuasi che fosse preferibile la rimozione.
Per pagare la rimozione dei cumuli furono prelevate £ 150 000 dal fondo per la catastrofe, una cifra inferiore alle £ 250.000 inizialmente richieste. L'NCB pagò £ 350 000 e il governo fornì il saldo, a condizione che fosse solo fino a un milione. Il costo finale della rimozione fu di £ 850 000. I fiduciari del fondo votarono per accettare la richiesta di pagamento dopo aver realizzato che non c'erano alternative se avessero voluto rimuovere i cumuli. Stephen Owen Davies, l'unico membro del comitato a votare contro il pagamento, si dimise per protesta. Vi fu un promemoria del pericolo per gli abitanti di Aberfan quando, nell'agosto del 1968, forti piogge causarono il lavaggio dei liquami nelle strade del villaggio. All'epoca, la commissione di beneficenza non aveva sollevato obiezioni in merito a tale azione; i politologi Jacint Jordana e David Levi-Faur considerano il pagamento "indiscutibilmente illegale" ai sensi della legge di beneficenza.

### Legislazione
Nel 1969, a seguito delle preoccupazioni sollevate dal disastro e in linea con i risultati del rapporto del tribunale, il governo incorniciò una nuova legislazione per porre rimedio all'assenza di leggi e regolamenti che disciplinavano le miniere e i cumuli di materiale di risulta. Il lungo titolo del Mines and Quarries (Tips) Act del 1969 era "Una legge per fornire ulteriori disposizioni in relazione ai suggerimenti associati alle miniere e ai cumuli; per evitare che i cumuli in disuso costituiscano un pericolo per il pubblico; e per scopi connessi a queste materie". La legge era un'estensione del precedente Mines and Quarries Act del 1954 che non legiferava in materia di cumuli. Secondo McLean e Johnes, "l'impegno generale per la sicurezza pubblica che il tribunale aveva previsto non fu attuato" attraverso la legge, in quanto il tribunale aveva consigliato una legislazione più ampia che avrebbe dovuto "considerare la sicurezza, la salute e il benessere di tutte le persone che hanno i loro affari legali nelle vicinanze di una miniera, compresa la sicurezza della loro proprietà".
Nel maggio del 1970 Barbara Castle, Segretario di Stato per l'Occupazione e la Produttività, chiamò Alfred Robens a presiedere il Comitato per la salute e la sicurezza sul lavoro, per rivedere la legislazione in materia e raccomandare le disposizioni da adottare in favore dei lavoratori e del pubblico in generale. Nel 1972 il comitato pubblicò le sue conclusioni nella relazione Robens che portò all'emanazione del Health and Safety at Work etc. Act del 1974 e alla formazione della Commissione esecutiva per la salute e sicurezza.

## Eredità

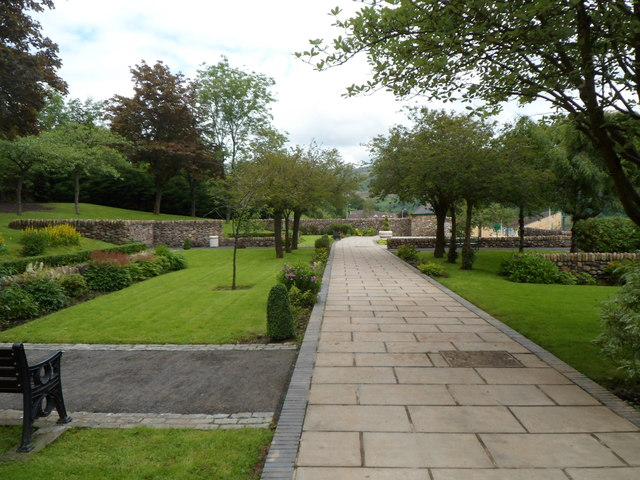
L'Aberfan Memorial Garden nel marzo 2012.

Oltre alla copertura giornalistica e all'analisi storica, il disastro di Aberfan e le sue conseguenze furono descritti in libri - saggi, memorie personali di coloro che furono coinvolti in qualche modo e raccolte di poesie - in canzoni, film e serie televisive.
La miniera di carbone di Merthyr Vale chiuse nel 1989. Nel 1997 Ron Davies, il Segretario di Stato per il Galles nel nuovo governo laburista, rimborsò al fondo per le catastrofi le £ 150 000 che era stato indotto a spendere per contribuire al costo della rimozione dei cumuli di detriti. Non fu concessa alcuna indennità per l'inflazione o gli interessi che sarebbero stati guadagnati nel periodo intermedio. Se così si fosse fatto il governo avrebbe dovuto concedere £ 1,5 milioni nel 1997. Il pagamento venne effettuato in parte dopo l'esame effettuato da Iain McLean dei documenti pubblicati dall'esecutivo. Nel febbraio del 2007 il governo gallese annunciò una donazione di £ 1,5 milioni all'Aberfan Memorial Charity e di £ 500 000 alla Aberfan Education Charity, che rappresentavano un importo adeguato in base all'inflazione del denaro prelevato. La somma destinata all'Aberfan Memorial Charity venne utilizzata per la manutenzione dei memoriali del disastro.
Nel maggio del 1997 la regina e il duca di Edimburgo piantarono un albero all'Aberfan Memorial Garden. Nell'ottobre del 2016, in occasione del cinquantesimo anniversario del disastro, si svolsero eventi commemorativi nel giardino e nel cimitero; erano presenti per rendere omaggio alle vittime Carlo, principe di Galles, in rappresentanza della regina, e alcuni ministri del governo. Al momento dell'anniversario Huw Edwards, giornalista e presentatore di BBC News, descrisse la necessità di continuare ad imparare le lezioni da Aberfan; scrisse infatti:
( Huw Edwards, Aberfan was a man-made disaster. 50 years on, we must remember this, in The Sunday Telegraph, 16 ottobre 2016.)
La canzone dei Bee Gees  "New York Mine Disaster, 1941" (1967) fu ispirata dal disastro di Aberfan.
Quando il terremoto del 2002 causò il crollo della scuola elementare di San Giuliano di Puglia, gli abitanti di Aberfan espressero il loro cordoglio ai genitori italiani delle giovani vittime, consapevoli del dolore che la comunità del paese molisano stava affrontando.

### Annotazioni
1. ↑  Ciascun dei sette cumoli era stato in uso uno per volta ed aveva le seguenti caratteristiche:
  - il cumulo n. 1 era stato costituito durante la prima guerra mondiale, era alto 26 m e conteneva 180000 m³ di materiale;
  - il cumulo n. 2 era stato avviato nel 1918, era alto 27 m e conteneva 439000 m³ di materiale;
  - Il cumulo n. 3 era stato avviato nel 1925, era alto 40 m e conteneva 160000 m³ di materiale;
  - Il cumulo n. 4 era stato avviato nel 1933, era alto 45 m e conteneva 437000 m³ di materiale;
  - Il cumulo n. 5 era stato avviato nel 1945, era alto 52 m e conteneva 540000 m³ di materiale;
  - Il cumulo n. 6 era stato avviato nel 1956, era alto 17 m e conteneva 51000 m³ di materiale;
  - Il cumulo n. 7 era stato avviato dalla Pasqua del 1958, era alto 34 m e conteneva 227000 m³ di materiale.

Riferimenti: T. Austin, pp. 8-10, 1967; Inquiry into the Aberfan Disaster, pp. 13-18, 1967; J. Miller, pp. 21-22, 1974.
2. ↑  I piccoli sprofondamenti non erano rari sui cumuli e normalmente risultavano compresi tra 90 e 120 cm. Cfr. T. Austin, p. 13, 1967.
3. ↑  Il personale in servizio presso il cumulo vide l'inizio del movimento franoso, ma non fu in grado di dare l'allarme perché il cavo telefonico era già stato tranciato dal fenomeno. L'inchiesta ufficiale stabilì che la frana fu così rapida che un avvertimento telefonico non avrebbe salvato alcuna vita. Cfr. Inquiry into the Aberfan Disaster, p. 28, 1967.
4. ↑  L'Ingegnere Williams nel corso dell'inchiesta fornì la spiegazione seguente: «Avendo acquisito la natura di un liquido, l'intera massa si spostò molto rapidamente lungo la collina, diffondendosi lateralmente in uno strato di spessore sostanzialmente uniforme. Dopo che ciò fu accaduto, l'acqua fuoriuscì dalla massa, le particelle di suolo si ricompattarono e la massa tornò alla sua natura solida». Cfr. Inquiry into the Aberfan Disaster, pp. 26-27, 1967.
5. ↑  Ci volle più di un'ora per chiudere la rete idrica in quanto le valvole per i tubi di alimentazione dovevano essere azionate manualmente ed erano distribuite su più rami. Anche una volta chiuse, vi erano ancora almeno due miglia di tubature piene d'acqua che defluirono nell'area del disastro. Cfr. T. Austin, pp. 39-40, 1967.
6. ↑  Vi furono altre due morti attribuite al disastro: un giovane di 19 anni (il fratello di un bambino salvato dalla scuola), che svenne e morì per problemi cardiaci mentre prendeva parte alle operazioni di salvataggio, e un soldato di 22 anni, che aveva assistito alle operazioni e morì mentre faceva l'autostop per tornare al suo reggimento. Cfr. T. Austin, p. 226, 1967.
7. ↑  Contestato dal deputato conseravtore John Hobson (allora all'opposizione) per aver tentato di "soffocare tutti i commenti" sulla base improbabile che un giudice esperto potesse essere influenzato da essi, il procuratore generale alla fine fu convinto da un parlamentare senza incarichi di governo (backbencher nell'uso britannico) del suo stesso partito a moderare la sua posizione iniziale: le speculazioni erano ineccepibili ma le questioni non dovevano essere pregiudicate; inoltre, si sarebbe dovuto evitare "l'intervista di potenziali testimoni in televisione e sulla stampa". Cfr. E. Jones, col. 1315-1320, 1966.
8. ↑  I responsabili citati nel rapporto sono:
  - ingegnere meccanico di unità: come ingegnere meccanico, non era addestrato a garantire la stabilità del cumulo. Sebbene fosse presente quando è stato scelto il sito per il cumulo n. 7, il comitato ritenne che non dovesse assumersi la responsabilità per la scelta fatta; Cfr. Inquiry into the Aberfan Disaster, pp. 93-94, 1967.
  - manager della miniera di Merthyr: non un ingegnere civile addestrato, anche se il tribunale ritenne che fosse "inconcepibile che [...] [egli] non fosse riuscito a rilevare uno stato di cose molto insolito [al cumulo n. 7] se avesse avuto la dovuta cura"; Cfr. Inquiry into the Aberfan Disaster, pp. 94-95, 1967.
  - ingegnere meccanico di gruppo: un pratico ingegnere meccanico, non addestrato nella meccanica del suolo o nella stabilità del cumulo. Aveva selezionato quattro dei siti per i cumuli - tra cui i numeri 4 e 7 - il tribunale ritenne che "deve essere biasimato in qualche misura per aver iniziato il cumulo n. 7". Sebbene in precedenza ci fossero stati degli errori, non aveva considerato o discusso le possibili cause con nessuno, cosa che avrebbe dovuto fare; Cfr. Inquiry into the Aberfan Disaster, pp. 96-97, 1967.
  - responsabile del gruppo: uno dei tre uomini che decisero l'ubicazione del cumulo n. 7. Il tribunale dichiarò che "l'intelligenza ordinaria avrebbe dovuto avvisarlo del fatto che il nuovo cumulo doveva essere tenuto in un'area strettamente limitata a meno che non fossero presenti problemi di drenaggio o altro". Così non avvenne. Non visitò mai il sito dopo aver preso la sua decisione e il tribunale riferì che "non possiamo pensare che un responsabile di gruppo con il dovuto senso di responsabilità avrebbe agito - o, piuttosto, del tutto fallito - in tutte le circostanze come [...] [egli] fece"; Cfr. Inquiry into the Aberfan Disaster, pp. 97-98, 1967.
  - ingegnere meccanico di area: considerato un lavoratore diligente, non era addestrato per controllare la stabilità del cumulo e non aveva ricevuto alcuna guida in materia dai suoi superiori. Fu criticato per non aver preso sul serio le lettere del consiglio municipale di Merthyr Tydfil sulla possibilità di slittamento e per non essere stato in contatto con l'ingegnere civile di zona per le consultazioni del caso. Il tribunale riferì che "tutto considerato, e sebbene sia senza dubbio un uomo buono, oberato di lavoro e coscienzioso, [...] [egli] deve assumersi una parte pesante della colpa per l'evento verificatosi"; Cfr. Inquiry into the Aberfan Disaster, pp. 98-99, 1967.
  - ingegnere civile di area: aveva ispezionato il cumulo nell'aprile del 1965 e, sebbene affermasse di non aver visto nulla di spiacevole, il tribunale ritenne che "è impossibile capire come, con i suoi occhi allenati, non avesse potuto rilevare quei segni insoliti visibili nelle fotografie". L'avversione personale nei confronti dell'ingegnere meccanico di area implicava che i due uomini non si mettessero in contatto tra loro e che l'ingegnere civile di area, come l'ingegnere meccanico di area, avrebbe dovuto assumersi una parte pesante della responsabilità; Cfr. Inquiry into the Aberfan Disaster, pp. 99-100, 1967.
  - ingegnere meccanico di divisione: responsabile degli ingegneri meccanici che, tra le altre cose, dovevano sovrintendere alla stabilità del cumulo. Non visitò mai Aberfan, nonostante avesse visitato diverse volte la miniera di carbone e avesse persino discusso delle modifiche alla procedura di accumulo delle scorie. Sebbene fosse consapevole che potenzialmente i cumuli avrebbero potuto causare incidenti mortali a causa dello slittamento delle scorie non discusse la questione con le persone giuste e "non fece nulla per curare la situazione", secondo il rapporto del tribunale; Cfr. Inquiry into the Aberfan Disaster, pp. 100-102, 1967.
  - ingegnere capo (della divisione per il Sud-Ovest del National Coal Board): aveva la responsabilità della gestione e del controllo dei cumuli. Il tribunale lo censurò per non aver posto domande sul fatto che non vi fosse alcuna politica di gestione dei cumuli e perché non introdusse procedure pertinenti per rivedere le politiche in atto; Cfr. Inquiry into the Aberfan Disaster, pp. 103-105, 1967.
  - direttore di produzione (della divisione per il Sud-Ovest del National Coal Board): sebbene fosse a conoscenza delle precedenti frane in giacimenti di carbone gallesi e del potenziale pericolo, non aveva visitato Merthyr Vale dal 1960 e dichiarò di non aver sentito parlare della frana che si era verificata lì nel 1963. Il tribunale dichiarò che la mancata introduzione di una rigorosa politica di gestione delle scorie "ha indubbiamente contribuito materialmente al disastro"; Cfr. Inquiry into the Aberfan Disaster, pp. 105-107, 1967.
9. ↑  Anche se in alcune circostanze era possibile che un ente potesse essere perseguito per alcuni motivi,(I. McLean e M. Johnes, pp. 40-41, 2000) fino alla promulgazione del Corporate Manslaughter e Corporate Homicide Act del 2007 era possibile che un'organizzazione venisse dichiarata colpevole di omicidio colposo come risultato di gravi carenze gestionali che comportano una grave violazione del dovere di diligenza. ("About Corporate Manslaughter", Health and Safety Executive).
10. ↑  £ 50 del 1967 equivalgano a circa £ 820 nel 2017 e £ 500 equivalgono a circa £ 8 200 nelle stesse date, secondo i calcoli basati sulla misura dell'inflazione con l'indice dei prezzi al consumo.
11. ↑  £ 1,75 milioni del 1966 equivalgono a poco meno di £ 30 milioni del 2017, secondo i calcoli basati sulla misura dell'inflazione con l'indice dei prezzi al consumo.
12. ↑  £ 100 nel 1967 equivalgono a £ 1 600 del 2017, secondo i calcoli basati sulla misura dell'inflazione con l'indice dei prezzi al consumo.
13. ↑  £ 100 000 del 1967 equivalgono a £ 1,63 milioni nel 2017 e £ 5 000 equivalgono a poco meno di £ 82 000 nelle stesse date, secondo i calcoli basati sulla misura dell'inflazione con l'indice dei prezzi al consumo.
14. ↑  
Letteratura:

  - Aberfan: Under the Arc Lights (1966) poesia di Keidrych Rhys (Rhys 1966, p. 22).
  - Dagrau Tost: Cerddi Aber-fan (2016) a cura di Christine James ed E. Wyn James, è una raccolta di oltre 80 poesie scritte tra il 1966 e il 2016 ("Memories stirred by Aberfan poetry collection", Cardiff University).
  - The Riddle of the Pyramids (1974) dell'archeologo Kurt Mendelssohn, che trovò un indizio sulla possibile tecnica di costruzione delle piramidi egizie nella fisica del disastro di Aberfan  (Davey 1976, pp. 178-79).
  - How Far Can You Go? (1980), romanzo di David Lodge tradotto in italiano come Quante volte figliolo? (Reichardt 2010, p. 37).

Musica:

  - "Palaces of Gold" (1968), di Leon Rosselson (Williams & Williams 2016, p. 57).
  - "Aberfan" (1973), di David Ackles (Williamson 2008, p. 3).
  - Aberfan (1977), un'opera televisiva di Raymond e Beverly Pannell. (Opening Night!, Università di Stanford).
  - "Not All The Flowers Grow" (2001), di Dave Cousins ("Strawbs Revival", South Wales Evening Post).
  - Cantata Memoria: For the Children (2016), un'opera corale di Karl Jenkins, con libretto di Mererid Hopwood, scritta per un concerto commemorativo per il 50º anniversario del disastro ("Aberfan: A Concert to Remember", BBC.).

Cinema e televisione:

  - Aberfan – The Untold Story un documentario della BBC One Wales del settembre 2006 ("Aberfan: The Untold Story", BBC).
  - Aberfan: The Fight for Justice, un documentario della BBC One del 18 ottobre 2016 ("Aberfan: The Fight for Justice", BBC).
  - Aberfan: The Green Hollow (2016), un documentario della BBC One Wales scritto dal poeta Owen Sheers (Sheers, 2016).
  - Aberfan: A Concert to Remember, una trasmissione dell'opera  Cantata Memoria: For the Children (Aberfan: A Concert to Remember, BBC).
  - Surviving Aberfan, un documentario della BBC Four del 2016 ("Surviving Aberfan", BBC).
  - "Aberfan", terzo episodio della terza stagione della serie televisiva Netflix The Crown (Thorpe 2019).

### Fonti
1. ↑  T. Austin, p. 7, 1967.
2. 1 2  D. Owen, p. 13, 2011.
3. 1 2  (EN) Virginia D. Abernethy, Population Pressure and Cultural Adjustment, New Brunswick, NJ, Transaction Publishers, 2005,  p. 113, ISBN 978-1-4128-3158-1.
4. ↑  T. Austin, p. 8, 1967.
5. ↑  I. McLean e M. Johnes, pp. 48 e 191, 2000.
6. ↑  Inquiry into the Aberfan Disaster, p. 13, 1967.
7. ↑  T. Austin, pp. 2-3, 1967.
8. 1 2 3  T. Nield, 2016.
9. ↑  Inquiry into the Aberfan Disaster, pp. 13 e 18, 1967.
10. ↑  T. Austin, p. 9, 1967.
11. 1 2  Inquiry into the Aberfan Disaster, p. 18, 1967.
12. ↑  I. McLean e M. Johnes, p. 146, 2000.
13. ↑  T. Austin, pp. 9-10, 1967.
14. ↑  I. McLean e M. Johnes, p. 29, 2000.
15. ↑  R. A. Couto, p. 315, 1989.
16. ↑  T. Austin, pp. 8-9, 1967.
17. ↑  Inquiry into the Aberfan Disaster, pp. 61-62 e 64, 1967.
18. 1 2  T. Austin, p. 10, 1967.
19. ↑  J. Miller, p. 22, 1974.
20. ↑  Inquiry into the Aberfan Disaster, p. 20, 1967.
21. ↑  Inquiry into the Aberfan Disaster, p. 55, 1967.
22. ↑  Inquiry into the Aberfan Disaster, p. 22, 1967.
23. ↑  J. Miller, pp. 25-26, 1974.
24. ↑  T. Austin, pp. 13-14, 1967.
25. 1 2  Inquiry into the Aberfan Disaster, pp. 26-27, 1967.
26. 1 2 3  Inquiry into the Aberfan Disaster, p. 26, 1967.
27. ↑  R. Griffiths, p. 271, 1983; D. Petley, 2016.
28. ↑  T. Austin, pp. 18-19, 1967.
29. ↑  Inquiry into the Aberfan Disaster, p. 27, 1967.
30. ↑  T. Austin, pp. 15, 19-21, 1967.
31. ↑  I. McLean, p. 49, 2009.
32. ↑   G. M. J. Williams, Inquiry into the Aberfan Disaster., p. 93, in A. D. M. Penman, pp. 91-116, 1969.
33. ↑  Inquiry into the Aberfan Disaster, pp. 27-28, 1967.
34. ↑  T. Austin, p. 34, 1967.
35. ↑  T. Austin, p. 19, 1967.
36. ↑  I. McLean e M. Johnes, p. 3, 2000.
37. ↑  T. Austin, p. 29, 1967.
38. ↑  (EN)  «I have been asked to inform that there has been a landslide at Pantglas. The tip has come down on the school». "South Wales Police Museum", p. 2.
39. ↑  T. Austin, p. 26, 1967.
40. 1 2  J. Miller, p. 27, 1974.
41. ↑  T. Austin, pp. 34 e 48, 1967.
42. ↑  T. Austin, pp. 36 e 223, 1967.}
43. ↑  T. Austin, p. 49, 1967.
44. ↑  T. Austin, pp. 39-40, 1967.
45. ↑  T. Austin, pp. 40-41, 1967.
46. ↑  T. Austin, p. 63, 1967.
47. ↑  (EN)  «The appearance of the layman at too early a stage inevitably distracts senior and essential people from the tasks upon which they should be exclusively concentrating». Cfr. Robens 1972, p. 247.
48. ↑  (EN) Geoffrey Tweedale, Robens, Alfred, Baron Robens of Woldingham (1910–1999), in Oxford Dictionary of National Biography, 2004, DOI:10.1093/ref:odnb/72445.
49. 1 2 3  I. McLean e M. Johnes, p. 23, 2000.
50. ↑  T. Austin, pp. 45 e 58, 1967.
51. ↑  (EN) Dennis Johnson, 'Absolute power' for action, in The Guardian, 22 ottobre 1966,  p. 1.
«Mr Wilson told Mr Hughes to take whatever action he thought necessary, irrespective of any considerations of "normal procedures," expenditure, or statutory limitations»
52. ↑  T. Austin, pp. 68-69, 1967.
53. ↑  J. Miller, p. 29, 1974.
54. ↑  "South Wales Police Museum", pp. 2-3.
55. ↑  (EN) Jo Wroe, The Unsung Heroes of Aberfan, in New Statesman, 27 ottobre 2016. URL consultato il 15 aprile 2020.
56. ↑  C. Nunn, p. 2069, 1987.
57. ↑  T. Austin, pp. 80-81, 1967.
58. ↑  (EN) Eric Clark e Alan Road, New slip feared as Aberfan hopes fade, in The Observer, 23 ottobre 1966,  p. 1.
59. ↑  "No hiding by the Coal Board" The Observer.
60. ↑  (EN) 
«I wouldn't have thought myself that anybody would know that there was a spring deep in the heart of a mountain, any more than I can tell you there is one under our feet where we are now. If you are asking me did any of my people on the spot know that there was this spring water, then the answer is, No—they couldn't possibly. ... It was impossible to know that there was a spring in the heart of this tip which was turning the centre of the mountain into sludge.»
(Robens 1972, pp. 250-251.)
61. ↑  T. Austin, pp. 118-119 e 225, 1967.
62. ↑  (EN) Welsh Judge to Head Aberfan Inquiry, in The Times, 24 ottobre 1966,  p. 1.
63. ↑  (EN) Edmund-Davies, Baron, su Who's Who, Oxford University Press, DOI:10.1093/ww/9780199540884.013.U172261. URL consultato il 31 agosto 2017.
64. ↑  (EN) Denis Frost, Four big questions at Aberfan, in The Guardian, 25 ottobre 1966,  p. 1.
65. ↑  (EN) Denis Frost, Four big questions at Aberfan, in The Guardian, 25 ottobre 1966,  p. 16.
66. ↑  (EN) Welsh Valleys Mourn the Children of Aberfan, in The Times, 28 ottobre 1966,  p. 9.
67. ↑  T. Austin, p. 226, 1967.
68. ↑  (EN) Peace Returns To Aberfan, in The Times, 31 ottobre 1966,  p. 12.
69. ↑  (EN) Aberfan Inquiry Powers, in The Times, 26 ottobre 1966,  p. 6.
70. ↑  E. Jones, col. 1315-1320, 1966.
71. ↑  Howe 1968, p. 107.
72. ↑  Inquiry into the Aberfan Disaster, p. 7, 1967.
73. ↑  T. Austin, pp. 192-193, 1967.
74. ↑  
«Much of the time of the Tribunal could have been saved if ... the National Coal Board had not stubbornly resisted every attempt to lay the blame where it so clearly must rest — at their door.»
(Inquiry into the Aberfan Disaster, p. 89, 1967.)
75. 1 2  Inquiry into the Aberfan Disaster, p. 33, 1967.
76. 1 2  Inquiry into the Aberfan Disaster, p. 34, 1967.
77. ↑  Inquiry into the Aberfan Disaster, p. 90, 1967.
78. ↑  Inquiry into the Aberfan Disaster, pp. 91-92, 1967.
79. ↑  Paragrafi 204 e 205 del rapporto del tribunale:  Part IV Should Anyone Be Blamed For The Aberfan Disaster? (cont.) Section B — Conclusions as to Liability 1. National Coal Board: Addendum The Attitude of the National Coal Board: Lord Robens, su Durham Mining Museum, HMSO.
80. 1 2  Inquiry into the Aberfan Disaster, p. 131, 1967.
81. ↑  Paragrafo 18 del rapporto del tribunale  Introduction, su Durham Mining Museum, HMSO.
82. ↑  Inquiry into the Aberfan Disaster, pp. 92-107, 1967.
83. ↑  I. McLean e M. Johnes, pp. 39-43, 2000.
84. ↑  Inquiry into the Aberfan Disaster, pp. 109-110 e 112, 1967.
85. ↑  Inquiry into the Aberfan Disaster, pp. 131-132, 1967.
86. ↑  B. A. Turner, p. 392, 1976.
87. ↑  B. A. Turner, pp. 385 e 393, 1976.
88. ↑  B. A. Turner, pp. 388-389, 1976.
89. ↑  I. McLean e M. Johnes, pp. 48 e 190, 2000.
90. ↑  (EN) Michael Watkins, Scarred by the Lost Generation, in The Times, 17 ottobre 1986,  p. 14.
91. ↑  I. McLean e M. Johnes, pp. 111-112, 2000.
92. 1 2  L. Morgan et al., pp. 532-533, 2003.
93. ↑  (EN) 'Aberfan Trauma' Case Settled, su BBC News, 8 febbraio 2005. URL consultato il 15 aprile 2020.
94. ↑  J. Miller, p. 94, 1974.
95. 1 2  Sezione The Last Day Before Half-Term di M. Johnes e I. McLean, The Aberfan Disaster Archive, 1999.
96. ↑  L. Morgan et al., p. 532, 2003.
97. ↑  Wilkinson 2002, p. 180.
98. ↑  Williams & Parkes 1975, p. 303.
99. 1 2 3  I. McLean, 2007.
100. ↑  M. Thatcher, col. 1991-1996, 1967.
101. 1 2  I. McLean e M. Johnes, p. 261, 2000.
102. ↑  I. McLean e M. Johnes, p. VIII, 2000.
103. ↑  I. McLean, pp. 50-51, 2009.
104. ↑  (EN) Is it a Resigning Matter?, in The Guardian, 7 agosto 1967,  p. 6.
105. ↑  (EN) Eric Silver, Lord Robens's offer to resign not accepted yet, in The Guardian, 8 agosto 1967,  p. 1.
106. ↑  L. Abse, col. 1976-1983, 1967.
107. ↑  I. McLean e M. Johnes, p. 161, 2000.
108. ↑  Aberfan: The Fight for Justice, 18 ottobre 2016, 40:35-40:50.
109. ↑  I. McLean e M. Johnes, pp. 23 e 111-112, 2000.
110. 1 2 3   Aberfan Disaster – Financial Support for Individuals, su Cabinet Office, Governo del Regno Unito. URL consultato il 30 luglio 2015 (archiviato dall'url originale il 28 gennaio 2013).
111. ↑  I. McLean e M. Johnes, pp. 382-383, 1999.
112. ↑  I. McLean e M. Johnes, pp. 384-386, 1999.
113. ↑  I. McLean e M. Johnes, p. 140, 2000.
114. ↑  I. McLean e M. Johnes, p. 141, 2000.
115. 1 2  J. Miller, p. 47, 1974.
116. ↑  J. Miller, p. 48, 1974.
117. ↑  J. Miller, pp. 49-50, 1974.
118. ↑  Aberfan: The Fight for Justice, 18 ottobre 2016, 54:30-54:55.
119. 1 2  (EN) Steven Morris, Aberfan: memorials mark 50 years since tragedy in Wales, in The Guardian, 20 ottobre 2016. URL consultato il 15 aprile 2020.
120. ↑  I. McLean e M. Johnes, p. 136, 2000.
121. ↑   The Aberfan Memorial Charity, su apps.charitycommission.gov.uk, The Charity Commission. URL consultato il 15 aprile 2020.
122. ↑   The Aberfan Disaster Fund and Centre, su apps.charitycommission.gov.uk, The Charity Commission. URL consultato il 15 aprile 2020.
123. ↑  (EN) Trustees Report and Unaudited Financial Statements for the Year Ended 31 March 2017 for the Aberfan Memorial Charity (PDF) (rapporto), The Charity Commission, 16 agosto 2017,  p. 1. URL consultato il 4 agosto 2021 (archiviato dall'url originale il 24 luglio 2020).
124. 1 2  G. Thomas, col. 1196-1197, 1967
125. ↑  Inquiry into the Aberfan Disaster, p. 47, 1967.
126. ↑  M. Thatcher, col. 1988-1990, 1967.
127. ↑  S. O. Davies, col. 1927-1929, 1967.
128. ↑  I. McLean e M. Johnes, pp. 35 e 143, 2000.
129. ↑  I. McLean e M. Johnes, pp. 37-38, 2000.
130. ↑  I. McLean e M. Johnes, p. 144, 2000.
131. ↑  I. McLean e M. Johnes, p. 142, 2000.
132. ↑  Jordana & Levi-Faur 2004, p. 58.
133. ↑  Mines And Quarries (Tips) Act 1969, p. 1.
134. ↑  Inquiry into the Aberfan Disaster, p. 132, 1967.
135. ↑  "Legislation & Policy: Mine Waste" British Geological Survey.
136. ↑  I. McLean e M. Johnes, pp. 195-196, 2000.
137. ↑  "Committee on Safety and Health at Work (Robens Committee)", The National Archives.
138. ↑  "The Robens Report", Health and Safety Executive.
139. ↑  Sezione Books About Aberfan di M. Johnes e I. McLean, The Aberfan Disaster Archive, 1999.
140. ↑  "High Praise for Regeneration of Merthyr Vale Colliery Site", Merthyr Tydfil Council.
141. ↑  Aberfan: The Fight for Justice, 18 October 2016, 54:50-56:35.
142. ↑  I. McLean e M. Johnes, pp. 146-147, 2000.
143. 1 2  "Aberfan: Prince of Wales among those marking disaster's 50th anniversary", The Guardian.
144. ↑  Aberfan: The Fight for Justice, 18 ottobre 2016, 56:35-57:50.
145. ↑  Allen 2011.
146. ↑   (EN) 1997: The Queen revisits Aberfan, BBC, 3 giugno 2012. URL consultato il 15 aprile 2020.
147. ↑   New York Mine Disaster, 1941 [Barry & Maurice Gibb], su mainlynorfolk.info. URL consultato il 29 maggio 2024.
148. ↑  (EN) Andrew Mon Hughes, Grant Walters, Mark Crohan, The Bee Gees in the 1960s: Decades, Sonicbond Publishing, ISBN 978-1789521481.
149. ↑  (EN) Tony Heath, We know what Italians are going through, say the people of Wales who lost a generation, su The Independent, 2 novembre 2020. URL consultato il 16 aprile 2020.

### Documenti ufficiali
- (EN) Herbert Edmund Davies, Harold Harding e Vernon Lawrence, Report of the Tribunal Appointed to Inquire into the Disaster at Aberfan on October 21st, 1966 (PDF), Londra, Her Majesty's Stationery Office, 1967, OCLC 209323. URL consultato il 15 aprile 2020.
- (EN) A. D. M. Penman (a cura di), A Selection of Technical Reports Submitted to The Aberfan Tribunal, Londra, Her Majesty's Stationery Office, 1969, OCLC 877759092. URL consultato il 16 aprile 2020.
- (EN) Leo Abse, Intervento tenuto dal deputato Leo Abse presso la Camera dei comuni in merito al disastro di Aberfan (resocontazione parlamentare), Camera dei comuni, 26 ottobre 1966, da colonna 1976 a colonna 1983. URL consultato il 1º aprile 2020 (archiviato dall'url originale il 24 giugno 2023).
- (EN) Elwyn Jones, Intervento tenuto dal procuratore generale per l'Inghilterra e il Galles Elwyn Jones presso la Camera dei comuni in merito al disastro di Aberfan (resocontazione parlamentare), Camera dei comuni, 27 ottobre 1966, da colonna 1315 a colonna 1320. URL consultato il 1º aprile 2020 (archiviato dall'url originale il 21 giugno 2023).
- (EN) Margaret Thatcher, Intervento tenuto dalla deputata Margaret Thatcher presso la Camera dei comuni in merito al disastro di Aberfan (resocontazione parlamentare), Camera dei comuni, 26 ottobre 1967, dalla colonna 1991 alla colonna 1996. URL consultato il 1º aprile 2020 (archiviato dall'url originale il 24 giugno 2023).
- (EN) George Thomas, Intervento tenuto dal Segretario di Stato per il Galles George Thomas presso la Camera dei comuni in merito al Mines and Quarries (Tips) Bill (resocontazione parlamentare), Camera dei comuni, 7 novembre 1968, da colonna 1137 a colonna 1199. URL consultato il 1º aprile 2020 (archiviato dall'url originale il 21 giugno 2023).
- Mines And Quarries (Tips) Act 1969 (PDF), Londra, Her Majesty's Stationery Office, 1969. URL consultato il 16 aprile 2020.

### Libri e articoli scientifici
- (EN) Tony Austin, Aberfan: The Story of a Disaster, Londra, Hutchinson & Co, 1967, OCLC 751632264.
- (EN) Robert Griffiths, S. O. Davies: A Socialist Faith, Llandysul, Dyfed, Gomer Press, 1983, ISBN 978-0-85088-887-4.
- (EN) Iain McLean e Martin Johnes, Aberfan: Government and Disasters, Cardiff, Welsh Academic Press, 2000, ISBN 978-1-86057-033-9.
- (EN) Joan Miller, Aberfan: A Disaster and its Aftermath, Londra, Constable, 1974, ISBN 978-0-09-460360-8.
- (EN) Richard A. Couto, Economics, Experts, and Risk: Lessons from the Catastrophe at Aberfan, in Political Psychology, vol. 10, n. 2, giugno 1989,  pp. 309-324, DOI:10.2307/3791650.
- (EN) Iain McLean e Martin Johnes, Regulating Gifts of Generosity: the Aberfan Disaster Fund and the Charity Commission, in Legal Studies, vol. 19, n. 3, settembre 1999,  pp. 380-396, DOI:10.1111/j.1748-121X.1999.tb00101.x.
- (EN) Iain McLean, Aberfan: No End of a Lesson, su History and Policy, 5 febbraio 2007. URL consultato il 15 aprile 2020.
- (EN) Iain McLean, Lessons from the Aberfan Disaster and its Aftermath (PDF), in British Academy Review, n. 12, gennaio 2009,  pp. 49-52.
- (EN) Aberfan, in Opening Night! Opera & Oratorio Premieres, Università di Stanford. URL consultato il 15 aprile 2020.
- (EN) Aberfan: A Concert to Remember, BBC Four, 23 ottobre 2016,  a 21:00. URL consultato il 15 aprile 2020.
- The Aberfan Disaster, October 1966 (PDF), su South Wales Police Museum. URL consultato il 21 agosto 2017.
- Aberfan: The Fight for Justice, BBC, 18 ottobre 2016.
- Aberfan: The Fight for Justice, su bbc.co.uk, BBC. URL consultato il 13 settembre 2017.
- Aberfan: The Untold Story, su bbc.co.uk, BBC. URL consultato il 13 settembre 2017.
- About Corporate Manslaughter, su Health and Safety Executive. URL consultato il 6 settembre 2017.
- Becky Allen, Aberfan: decent men, led astray [collegamento interrotto], su Health and Safety at Work, 1º aprile 2011. URL consultato il 29 settembre 2017.
- Committee on Safety and Health at Work (Robens Committee): Report and Papers, su discovery.nationalarchives.gov.uk, The National Archives. URL consultato il 17 settembre 2017.
- Christopher J. Davey, The Structural Failure of the Meidum Pyramid, in The Journal of Egyptian Archaeology, vol. 62, 1976,  pp. 178-179, DOI:10.2307/3856360, JSTOR 3856360.
- High Praise for Regeneration of Merthyr Vale Colliery Site, su Merthyr Tydfil County Borough Council, 16 dicembre 2015. URL consultato l'11 settembre 2017 (archiviato dall'url originale il 13 settembre 2017).
- Geoffrey Howe, The Aberfan Disaster, in The Medico-Legal Society, vol. 36, n. 3, 9 maggio 1968,  pp. 107-121, DOI:10.1177/002581726803600302, PMID 5702074.
- Jacint Jordana e David Levi-Faur, The Politics of Regulation: Institutions and Regulatory Reforms for the Age of Governance, Cheltenham, Glos, Edward Elgar Publishing, 2004, ISBN 978-1-84542-067-3.
- Legislation & Policy: Mine Waste, su bgs.ac.uk, British Geological Survey. URL consultato il 17 settembre 2017.
- Memories stirred by Aberfan poetry collection, su Cardiff University, 1º agosto 2016. URL consultato il 12 settembre 2017.
- (EN) Louise Morgan et al., The Aberfan Disaster: 33-Year Follow-Up of Survivors, in British Journal of Psychiatry, vol. 182, n. 6, giugno 2003,  pp. 532-536, DOI:10.1192/bjp.182.6.532.
- Steven Morris, Aberfan: Prince of Wales among those marking disaster's 50th anniversary, in The Guardian, 21 ottobre 2016.
- (EN) Ted Nield, Tipping point, su geolsoc.org.uk, The Geological Society of London, ottobre 2016. URL consultato il 16 aprile 2020.
- No hiding by the Coal Board, says Lord Robens, in The Observer, 23 ottobre 1966,  p. 1.
- Charles Nunn, The Disaster of Aberfan, in Police Review, 16 ottobre 1987,  pp. 2069-2071.
- David Owen, Mining Disasters, in South Wales Collieries, vol. 6, Stroud, Glos, The History Press, 2011, ISBN 978-0-7524-3564-0.
- (EN) Dave Petley, Special Report: Aberfan 50 Years On, su New Civil Engineer, EMAP Publishing Limited, 10 ottobre 2016. URL consultato il 16 aprile 2020.
- Mary Reichardt, Between Human and Divine: The Catholic Vision in Contemporary Literature, Washington DC, Catholic University of America Press, 2010, ISBN 978-0-8132-1739-0.
- Alfred Robens, Ten Year Stint, London, Cassell, 1972, ISBN 978-0-304-93874-2.
- The Robens Report, su hse.gov.uk, Health and Safety Executive. URL consultato il 17 settembre 2017 (archiviato dall'url originale il 16 settembre 2017).
- Keidrych Rhys, Aberfan: Under the Arc Lights, in The Spectator, 28 ottobre 1966. URL consultato il 1º novembre 2016.
- Owen Sheers, Aberfan 50 years on: how best to remember the tragedy?, in The Guardian, 9 ottobre 2016.
- Strawbs Revival, in South Wales Evening Post, 30 gennaio 2004,  p. 18.
- Surviving Aberfan, su bbc.co.uk, BBC. URL consultato il 13 settembre 2017.
- Vanessa Thorpe, How filming the agony of Aberfan for The Crown revealed a village still in trauma, in The Observer, 17 novembre 2019.
- (EN) Barry A. Turner, The Organizational and Interorganizational Development of Disasters, in Administrative Science Quarterly, vol. 21, n. 3, settembre 1976,  pp. 378-397, DOI:10.2307/2391850.
- Richard G. Wilkinson, Unhealthy Societies: The Afflictions of Inequality, London, Routledge, 2002, ISBN 978-1-134-87280-0.
- Katherine Williams e Justin A. Williams, The Cambridge Companion to the Singer-Songwriter, Cambridge, Cambridge University Press, 2016, ISBN 978-1-107-06364-8.
- R. M. Williams e C. Murray Parkes, Psychosocial Effects of Disaster: Birth Rate in Aberfan (PDF), in The British Medical Journal, vol. 2, n. 5966, 10 maggio 1975,  pp. 303-304, DOI:10.1136/bmj.2.5966.303, PMC 1681910, PMID 1131520.
- Nigel Williamson, The Rough Guide to the Best Music You've Never Heard, London, Rough Guides, 2008, ISBN 978-1-84836-003-7.